# Joachim Held
Joachim Held (Hamburg, 1963) is een Duits luitspeler.

## Levensloop
Als teenager vernam Held dat zijn biologische moeder de aristocrate Marie-Antoinette von Anhalt-Dessau (1930-1993) was. Hij had de voornaam gekregen van zijn grootvader, prins Joachim von Anhalt. Eerst opgevoed in een weeshuis, werd hij geadopteerd.
Hij studeerde aan de Schola Cantorum Basiliensis als leerling van Eugen Dombois en Hopkinson Smith. Na zijn diploma te hebben behaald voor Oude Muziek in 1988, vervolgde hij zijn studies bij Jürgen Hübscher aan de Musikhochschule Karlsruhe die hij afsloot met een "Künstlerische Abschlussprüfung".
In 1990 werd hij laureaat in het internationaal concours van het MAfestival Brugge, wat het begin werd van een internationale carrière.
Sinds 1992 speelde hij met gerenommeerde orkesten zoals Il Giardino Armonico, het Freiburger Barockorchester, het Concentus Musicus en het Berliner Philharmonik Orkest. Hij werd onder meer gedirigeerd door Giovanni Antonini, Claudio Abbado en Nikolaus Harnoncourt. Onder deze laatste werkte hij mee aan de productie van Henry Purcell's "King Arthur" voor het Salzburg Festival 2004. 
Als solist trad hij op in het Musikfestival Potsdam-Sanssouci, het Internationaal Bach Festival Schaffhausen, het Schwetzinger Festival, de Düsseldorfer Bachtagen, de Bachtage Köthen, de Concerti a San Maurizio in Milaan, het Oude Muziek Forum Boedapest, de concertenserie "Hausmusik" van ORF Wenen, de Lute Society London, de Güldenen Herbs" in Thüringen en het Haendel Festival in Halle.

## Discografie
Held heeft als luitspeler heel wat opnamen gerealiseerd.
- 1996: I grandi liutisti milanesi del Cinquecento, zijn eerste solo-cd.
- 2004: Duitse componisten uit de 16e eeuw.
- Luitmuziek uit de Renaissance - Het Schelemanuscript 1619 The Book of Tablature door Ernst Schele is een van de essentiële handschriften voor luitmuziek uit de Renaissance.
- 2006: Duitse luitmuziek uit de Barok.
- 2007: Cha Suavita, Italiaanse luitmuziek.
- 2008: Musique pour le Roi, Franse luitmuziek.
- 2010: Merry Melancholy, Engelse luitmuyziek.
- 2012: met Bettina Pahn, Duitse barokliederen.
- 2013: werk voor luit door Johann Sebastian Bach.

## Docent
- In 2007 werd Joachim Held docent aan het Koninklijk Conservatorium in Den Haag.
- In 2010 werd hij docent aan de Künstlicher Universität in Bremen.

Hij gaf ook cursussen aan het Conservatorio Santa Cecilia in Rome (Italy) en aan de Zomeracademie van het Mozarteum in Salzburg (Austria).  

## Eerbetoon
- In 2006 werd Joachim Held de eerste luitspeler die de bekende German Echo - Klassik Award ontving, voor zijn cd Delightful Lute - Pleasure. Baroque Lute music from the lands of the Habsburgs.

## Publicatie
- Und plötzlich war ich adlig. Meine neue Familie heißt von Anhalt, autobiografie, Lübbe Ehrenwirth, 2009, ISBN 978-3-431-03803-3